# Winkelsett
Winkelsett er en kommune med godt 560 indbyggere (2013), beliggende i Samtgemeinde Harpstedt, i den sydøstlige del af Landkreis Oldenburg, i den tyske delstat Niedersachsen.

## Geografi
Kommunen ligger sydøst for Wildeshausen; Floden Hunte danner grænsen mellem de to kommuner.
I Winkelsett ligger disse landsbyer og bebyggelser:
- Barjenbruch
- Hackfeld
- Harjehausen
- Heitzhausen
- Hölingen
- Kellinghausen
- Kieselhorst
- Mahlstedt
- Reckum
- Rüdebusch
- Spradau
- Winkelsett
- Wohlde

1. marts 1974 blev den tidligere selvstændige nabokommune Reckum lagt sammen med Winkelsett 